# John Barry (filmkomponist)
 For alternative betydninger, se John Barry. (Se også artikler, som begynder med John Barry)
John Barry (født 3. november 1933, død 30. januar 2011) var en engelsk filmkomponist. Han vandt fem Oscar-statuetter for sin musik, men blev mest kendt for sine mange bidrag til James Bond-filmene, hvortil han både leverede sange og instrumentalmusik.
Før filmkarrieren havde han succes som arrangør af mange pophits for kendte sangere såsom Tommy Steele, og ledede sit eget band, The John Barry Seven.
Han har også komponeret en række teatermusicals.

## Filmmusik
- Agent 007 jages (From Russia with Love, 1962)
- Goldfinger (1964)
- Agent 007 i ilden (Thunderball, 1965)
- Lynaktion Ipcress (The Ipcress File, 1965)
- Født til frihed (Born Free, 1966) Oscarvinder
- Løve ved vintertide (The Lion in Winter, 1968) Oscarvinder
- I hendes majestæts hemmelige tjeneste (On Her Majesty's Secret Service, 1969)
- Diamanter varer evigt (Diamonds are Forever, 1971)
- Alice i Eventyrland (Alice's Adventures in Wonderland, 1972)
- Manden med den gyldne pistol (The Man with the Golden Gun, 1974)
- King Kong (film fra 1976) (1976)
- Robin og Marian (Robin And Marian, 1976)
- Moonraker (1979)
- Hæv Titanic (Raise The Titanic, 1980)
- Høj puls (Body Heat, 1981)
- Frances (1982)
- Hammett (1982)
- Farlig vej til Kina (High Road to China, 1983)
- Octopussy (1983)
- Mit Afrika (Out of Africa, 1985) Oscarvinder
- Peggy Sue blev gift (Peggy Sue Got Married, 1986)
- Spioner dør ved daggry (The Living Daylights, 1987)
- Dobbeltspil (Masquerade, 1988)
- Danser med ulve (Dances with Wolves, 1990) Oscarvinder
- Chaplin (Chaplin, 1992) Oscarnominering
- Et frækt tilbud (Indecent Proposal, 1993)
- Specialisten (The Specialist, 1994)
- Det flammende bogstav (The Scarlet Letter, 1995)
- Han kom fra havet (Swept From The Sea / Amy Foster, 1997)
- Kodenavn Mercury (Mercury Rising, 1998)
- Enigma (2001)